# Йоганн Елерт Боде
Йоганн Елерт Боде (нім. Johann Elert Bode; 19 січня 1747, Гамбург — 23 листопада 1826, Берлін) — німецький астроном, член Берлінської АН (1786).

## Біографія
Родився в Гамбурзі. З 1772 року на запрошення Й. Г. Ламберта працював у Берлінській обсерваторії (з 1786-го — директор).
1772 року сформулював закон планетних відстаней на основі правила, встановленого раніше Й. Д. Тіціусом (наразі відоме як правило Тіциуса — Боде). Суть його полягає в тому, що відстані планет від Сонця в астрономічних одиницях близькі до геометричної прогресії. Якщо Меркурію, Венері, Землі, Марсу, Юпітеру і Сатурну приписати відповідно числа n = −∞, 0, 1, 2, 4, 5, то їх відстані від Сонця визначаються за формулою A = (0,4 + 0,3×2n) а. о. Відстані від Сонця малих планет, не відомих у той час, і планети Уран, відкритої 1781 року Вільямом Гершелем, також задовільно описуються цією формулою (n = 3 і 6 відповідно).
Боде видав 1778 року «Атлас неба», на 20 аркушах якого містилося 17 240 зір (на 1200 більше, ніж було відомо до нього). Широко розповсюджена його праця «Représentation des astres» (1782), що містить на 34 невеликих аркушах всі зорі, видимі неозброєним оком над берлінським горизонтом, разом із найголовнішими телескопічними зірками, каталогом і міфологічним поясненням назв окремих сузір'їв.
З інших його творів треба згадати:
- «Entwurf der astronomischen Wissenschaft» (2 вид. 1825);
- «Allgemeine Betrachtungen über das Weltgebäude» (3 вид. 1834);
- а також загальнодоступний підручник астрономії — «Anleitung zur Kenntniss des gestirnten Himmels» (11 вид. 1858).

Запропонував назву планети Уран. Заснував (1774) журнал «Berliner astronomisches Jahrbuch» (виходив з 1776 по 1959 роки).
Іноземний почесний член Петербурзької, член Шведської королівської, Данської королівської і Геттінгенської АН.
На його честь названо астероїд 998 Боде.